# Amperima furcata
Amperima furcata is een zeekomkommer uit de familie Elpidiidae.
De wetenschappelijke naam van de soort werd in 1899 gepubliceerd door E. Hérouard.